# 西谷文和
西谷 文和（にしたに ふみかず、1960年 - ）は、日本のフリージャーナリスト。「西谷文和 路上のラジオ」を主宰。

## 来歴
京都府出身。立命館大学理工学部中退、大阪市立大学経済学部卒業、吹田市役所勤務を経た後、フリージャーナリストに転身。2003年12月には「イラクの子どもを救う会」を設立。2006年度「平和協同ジャーナリスト大賞」を受賞。2019年より自身のYouTubeチャンネル『西谷文和 路上のラジオ』を開始。

## 人物
- 米軍による劣化ウラン弾の使用に対し、厳しく批判している。
- 自身のDVDである『イラク 戦場からの告発』でのアニメーションで、ジョージ・H・W・ブッシュとジョージ・W・ブッシュを批判している。

## 著書

### 単著
- 『南ア・ボスニア・カンボジア なにわの公務員ドキドキ一人旅』ウインかもがわ、1997年
- 『西谷文和の「戦争あかん」シリーズ』せせらぎ出版

1. 『報道されなかったイラク戦争』2007年
2. 『戦場からの告発 アメリカがイラクにこだわる5つの理由』2008年
3. 『オバマの戦争 アフガン最前線から平和の仮面を剥ぐ』2010年

- 『戦火の子どもたちに学んだこと アフガン、イラクから福島までの取材ノート』かもがわ出版、2012年
- 『ウクライナとアフガニスタン この戦争の裏に何があるのか』日本機関紙出版センター、2022年
- 『打倒維新へ。あきらめへん大阪！ 大阪市長選敗北の中に見る希望』せせらぎ出版、2023年
- 『万博崩壊 どこが「身を切る改革」か!』せせらぎ出版、2023年
- 『イスラエル、ウクライナ、アフガン戦地ルポ』かもがわ出版、2024年

### 共著
- 『原発はイヤ!だから自然エネルギー デンマークが教えてくれる日本のこれから』藤永延代共著、日本機関紙出版センター、2011年
- 『お笑い維新劇場 大阪万博を利用する「半グレ」政党』佐高信共著、平凡社新書、2024年

### 編著
- 『自公の罪 維新の毒 次こそ政権交代。7つの解毒剤』内山雅人、冨田宏治、佐高信、上昌広、藤原辰史、上西充子共著、日本機関紙出版センター、2021年
- 『統一教会の闇 アベ政治の闇 まだ止められる大阪カジノ』佐藤章、内田樹、佐高信、前川喜平共著、日本機関紙出版センター、2022年

## 出演
- 報道ステーション（テレビ朝日）
- ムーブ!（朝日放送）
- RadioNews たね蒔きジャーナル（MBSラジオ）
- JNNイブニング・ニュース（TBSテレビ）
- おはようパーソナリティ道上洋三です（朝日放送ラジオ）
- ラジオフォーラム（週替わりDJ）
- 大阪よし子の今夜、どっち系?（ラジオ関西）
- ばんばひろふみ!ラジオ・DE・しょー!（ラジオ関西）
- デモクラシータイムス（YouTube）
- 路上のラジオ（YouTube、郡山コミュニティ放送）

## 騒動
2021年8月、朝日新聞が西谷より提供を受け掲載したアフガニスタンの写真について、ウェブ上の写真を盗用していることが指摘されたため、朝日新聞は謝罪記事を出すこととなった。この件について西谷は「通訳のアブドラが撮った」「剽窃ではない」とブログで主張している。